# MediaTek
Pour l’article homonyme, voir MTK.
MediaTek Inc. est une entreprise de semiconducteurs basée à Taïwan qui produit des systèmes intégrés (SoC), puces et micro-processeurs pour smartphones, tablettes, télévisions, routeurs Wi-Fi, graveurs de disques optiques, lecteurs Blu-ray, objets connectés (IoT) et autres appareils électroniques.
MediaTek se spécialise dans l'ingénierie de circuits intégrés et de solutions sur architecture ARM, que l'entreprise complémente par ses propres technologies en matière de multimédia, de communication sans fil (modems notamment), d'alimentation électrique et de localisation (GPS). En 2015-2016, MediaTek est classée 3e dans le monde parmi les entreprises de semi-conducteurs sans usines selon le cabinet Gartner.

## Historique
En décembre 2012, MediaTek annonce l'utilisation de ARM Cortex-A7 MPCore dans sa puce MT6589 pour smartphone quadri-cœur.
En 2013 MediaTek présente le MT6572, un SoC comprenant un double cœur ARM Cortex-A7 MPCore à 1,2 GHz, ainsi qu'un processeur graphique ARM Mali-400 MP simple cœur.
Le 2 juillet 2013, MediaTek annonce la sortie dans le courant du mois du MT6592, équipé de 8 cores Cortex A7 pouvant fonctionner en même temps, C'est le premier vrai SoC ARM octocore annoncé par un constructeur, différent du octacore big.LITTLE avec 2X4 cores réuni (A7-A15) de l'Exynos 5410 de Samsung, les 8 cores ne peuvent pas fonctionner en même temps, seulement 4 cores maximum, suivant le besoin des ressources des logiciels ou pour préserver la batterie. Le MediaTek MT6592 octocore sera lui disponible dans les produits mobiles seulement autour de décembre 2013 à début 2014.

## Violations du GPL
MediaTeK effectue des modifications des sources du noyau Linux pour accompagner ses SoC destinés entre autres aux produits Android. Pour certains de ces processeurs, le code source de ces modifications est disponible, pour d'autres, il ne l'est que sous un ensemble de conditions incompatibles avec la Licence GPL sous laquelle est écrite le noyau. Mediatek demande entre autres la signature d'un Accord de non divulgation et le paiement de frais pour accéder au code source réclamé.
Le code correspondant à certaines puces a été mis à disposition sur Internet via des fuites, ou par des constructeurs d'appareils qui sont eux-mêmes parvenus à obtenir le code source, mais MediaTeK ne permet pas, d'une manière générale, d'accéder au code source, en utilisant un service de compilation en ligne pour fournir un noyau pré-compilé aux constructeurs. Une pétition réclame la libération générale de toutes les sources afin de permettre le portage de distributions Android alternatives à celles fournies par les constructeurs.

## Liste des SoC MediaTek
| Modèle                   | Gravure | Famille de CPU    | CPU                                                                                    | GPU                          | NPU                                  | Disponibilité            | Produit |
| ------------------------ | ------- | ----------------- | -------------------------------------------------------------------------------------- | ---------------------------- | ------------------------------------ | ------------------------ | --- |
| MT6573                   | 65 nm   | ARMv6             | 1 cœur ARM 11 à 650 MHz                                                                | PowerVR SGX531               | Non                                  | ?                        | Lenovo A60 |
| MT6517                   | 28 nm   | ARMv7-A           | 2 cœurs Cortex-A7 à 1 GHz                                                              | PowerVR SGX531               | Non                                  | ?                        | Feitang S9, JiaYu G2, Li'ao T001, ZTE U960s3                                                                                         |
| MT6572                   | 28 nm   | ARMv7-A           | 2 cœurs Cortex-A7 à 1,3 GHz                                                            | Mali-400 MP1                 | Non                                  | ?                        | Acer Liquid Z3 Duo (Z130 Duo), Alcatel One Touch Idol Mini (6012X - Orange Hiro - Le Mobile Sosh), Timmy e128, Mpai s720c, Wiko Iggy |
| MT6575,                  | 40 nm   | ARMv7-A           | 1 cœur Cortex-A9 à 1 GHz                                                               | PowerVR SGX531T (Series5)    | Non                                  | ?                        | Acer Liquid Gallant Duo LG Optimus L5 ii,ZOPO ZP100,DAPENG i9800                                                                     |
| MT6575M                  | 40 nm   | ARMv7-A           | 1 cœur Cortex-A9 à 1GHz                                                                | PowerVR SGX531T (Series5)    | Non                                  | ?                        | Acer Liquid Z1 Duo (Z110 Duo) |
| MT6577                   | 40 nm   | ARMv7-A           | 2 cœurs Cortex-A9 à 1 GHz                                                              | PowerVR SGX531               | Non                                  | ?                        | Star S9300, Acer Liquid E1 Duo |
| MT6589                   | 28 nm   | ARMv7-A           | 4 cœurs Cortex-A7 à 1,2 GHz                                                            | PowerVR SGX544MP1            | Non                                  | ?                        | Acer Liquid E2 / E3, Magic Media i5, Star S5 MIZ Z2, Wiko Cink Five, Wiko Cink Peax 2, Wiko Stairway, Micromax Canvas 4              |
| MT6589T                  | 28 nm   | ARMv7-A           | 4 cœurs Cortex-A7 à 1,5 GHz                                                            | PowerVR SGX544MP1            | Non                                  | ?                        | Acer Liquid S1, ZOPO ZP990 |
| MT6582                   | 28 nm   | ARMv7-A           | 4 cœurs Cortex-A7 à 1,3 GHz                                                            | Mali-400                     | Non                                  | ?                        | Zopo ZP700, Lenovo A680, Inew V3, Wiko Rainbow                                                                                       |
| MT6582M                  | 28 nm   | ARMv7-A           | ?                                                                                      | Mali-400 MP2                 | Non                                  | ?                        | Lenovo A880 |
| MT6592                   | 28 nm   | ARMv7-A           | 8 cœurs Cortex-A7 à 2 GHz Cortex-A7 à 1.7 GHz                                          | Mali-450 MP4                 | Non                                  | Q4 2013                  | Zopo ZP 998 / ZP 990+, Huawei honor 3X, Lenovo S939, Archos 50c Oxygen, Wiko Highway                                                 |
| MT6595                   | 28 nm   | ARMv7-A           | 4 cœurs Cortex-A17 à 2,2 GHz + 4 cœurs Cortex-A7 à 1,7 GHz                             | PowerVR Series6 (« Rogue »)  | Non                                  | 2014                     | |
| MT8127                   | 28 nm   | ARMv7-A           | 4 cœurs Cortex-A7 à 1,5 GHz                                                            | Mali-450 MP4 + support H.265 | Non                                  | 2014                     | Alcatel OneTouch PIXI 8, Cube U25GT.                                                                                                 |
| MT8135                   | 28 nm   | ARMv7-A           | 2 cœurs Cortex-A7 + 2 cœurs cortex-A15                                                 | PowerVR G6200                | Non                                  | 2014                     | |
| MT6732,                  | 28 nm   | ARMv8-A (64 bits) | 4 cœurs Cortex-A53 à 1,5 GHz                                                           | Mali-T760                    | Non                                  | 2014                     | Axgio Neon N3, Elephone P6000, Ulefone Be Pro, UMI Hammer                                                                            |
| MT6732M                  | 28 nm   | ARMv8-A (64 bits) | 4 cœurs Cortex-A53 à 1,3 GHz                                                           | Mali-T760                    | Non                                  | 2014                     | |
| MT6735                   | 28 nm   | ARMv8-A (64 bits) | 4 cœurs Cortex-A53 à 1,3 GHz                                                           | Mali-T720                    | Non                                  | 2014                     | Logicom L-ITE 452, UMI Hammer S, Acer Z630 T03                                                                                       |
| MT6752,                  | 28 nm   | ARMv8-A (64 bits) | 8 cœurs Cortex-A53 à 1,7 GHz (2,0 GHz)                                                 | Mali-T760                    | Non                                  | 2014                     | Jiayu S3, UMI eMAX, Mlais M52 |
| MT8173                   | 28 nm   | ARMv8-A (64 bits) | 2x ARM Cortex A72 + 2x ARM Cortex A53                                                  | PowerVR GX6250 GPU           | Non                                  | 2014                     | Acer Chromebook R13 |
| MT6795 / Helio X10,      | 28 nm   | ARMv8-A (64 bits) | 8 cœurs Cortex-A53 à 2,2 GHz                                                           | PowerVR G6200                | Non                                  | Q4 2014                  | Xiaomi Redmi Note 2, Xiaomi Redmi Note 3, Meizu MX5, HTC One M9s                                                                     |
| MT6797 / Helio X20,      | 20 nm   | ARMv8-A (64 bits) | 2 cœurs Cortex-A72 à 2.5 GHz + 4 cœurs Cortex-A53 à 2 GHz 4 cœurs Cortex-A53 à 1,4 GHz | Mali-T800                    | Non                                  | 2015                     | Zopo Speed 8, Vernee Apollo Lite |
| Helio X30,MàJ été 2016 : | 10 nm   | ARMv8-A (64 bits) | 2 cœurs Cortex-A73 à 2.5 GHz 4 cœurs Cortex-A53 à 2,2 GHz 4 cœurs Cortex-A35 à 2 GHz   | PowerVR 7XT                  | Non                                  | premier trimestre 2017   | |
| MT6779 / Helio P90       | 10 nm   | ARMv8-A (64 bits) | 2 cœurs Cortex-A75 à 2.2 GHz 6 cœurs Cortex-A55 à 2,0 GHz 4 cœurs Cortex-A35 à 2 GHz   | PowerVR GM 9446 à 970 MHz    | MediaTek APU 2.0 fusion (1127 GMACs) | quatrième trimestre 2018 | Ulefone T3, Blackview BV9900 & BV9900 Pro                                                                                            |

## Liste de modules GNSS
Modules de systèmes de positionnement par satellites (GNSS) :
- MT6628 (GPS)
- MT6620 (GPS)
- MT3339 (2011) (GPS, QZSS, SBAS)[35]
- MT3337 (GPS)
- MT3336 (GPS)
- MT3333/MT3332 (2013) : Premier système mondial 5-en-1 multi-GNSS supportant le système de positionnement par satellites Beidou (ou COMPASS)[36]
- MT3329 (GPS)
- MT3328 (GPS)
- MT3318 (GPS)